# 利特爾普雷里鎮區 (密蘇里州佩米斯科特縣)
利特爾普雷里鎮區（英語：Little Prairie Township）是位於美國密蘇里州佩米斯科特縣的一個行政鎮區。

## 地方資料
利特爾普雷里鎮區的面積為177.72平方千米，當中陸地面積為165.04平方千米，而水域面積為12.68平方千米。根據2020年美國人口普查的數據，當地共有人口6403人，而人口密度為每平方千米36.03人。